# La Cabane (bande dessinée)
La Cabane est le septième tome de la bande dessinée Lou !, écrite et dessinée par Julien Neel. Il est sorti le 12 octobre 2016. 

## Synopsis
L'action est antérieure à celle du tome 6. Pour les vacances d'été, Lou va avec ses amis chez sa grand-mère, dans un village sans réseau, pour un "retour aux sources". Elles y construisent une cabane dans un arbre, où tous les personnages de la série se retrouvent. Au cours d'une soirée, un gigantesque éclair (représenté par un cœur et de la musique) se déclenche et provoque une perte de mémoire chez les personnages, ainsi que l'apparition des cristaux roses. L'intrigue permet d'élucider des mystères du tome 6, notamment l'apparition des boîtes de nuit ou de l'amphithéâtre.

## Personnage
On retrouve Lou, en vacances à Mortebouse, dans une démarche proche d'un « retour à la nature ».
Elle y retrouve sa grand-mère et son compagnon Monsieur Chassagne, accompagnée de sa mère qui se repose avec son petit frère Fulgor, et de ses amies Mina, Marie-Émilie et Karine avec qui elles construisent une cabane. Elles sont rejointes par leurs amis Paul, Tristan, Jean-Jean, Manolo et Preston, ainsi que de nombreux autres personnages. Ainsi, la quasi totalité des personnages de la série se retrouvent dans ce tome.

## Analyse

### Narration
Ce septième tome rompt la narration linéaire de la série car il se déroule juste avant le tome précédent, répondant aux questions soulevées par ce dernier. L'auteur considère ces deux tomes comme un diptyque, et a envisagé de les numéroter dans l'ordre du récit, c'est-à-dire dans l'ordre inverse de leur publication.

### Graphisme
Cet album a été dessiné numériquement. Il s'agit du seul album de Lou dans lequel les couleurs sont en dégradés et non en aplat, apportant des effets d'ombres et de lumières plus texturés. Les teintes choisies sont à la fois plus douces et plus surréalistes.

## Publications
- Julien Neel, Lou !, t. 7 : La Cabane, Glénat, coll. « Tchô ! », 12 octobre 2016 (réimpr. 2022), 48 p., 215 × 293 mm (ISBN 978-2-344-00996-3)

L'album dispose de 2 éditions par Glénat. Il a été traduit en 4 langues : en allemand, en croate, en néerlandais, en suédois.